# Nuoto ai Giochi della XXXII Olimpiade - 100 metri stile libero maschili
La gara di nuoto dei 100 metri stile libero maschili dei Giochi della XXXII Olimpiade di Tokyo è stata disputata tra il 27 e il 29 luglio 2021 presso il Tokyo Aquatics Centre. Vi hanno partecipato 71 atleti provenienti da 63 nazioni.
La competizione è stata vinta dal nuotatore statunitense Caeleb Dressel, mentre l'argento e il bronzo sono andati rispettivamente all'australiano Kyle Chalmers e al russo Kliment Kolesnikov.

## Record
Prima della competizione il record del mondo e il record olimpico erano i seguenti:
| Record mondiale | 46"91 | César Cielo Filho Brasile | 30 luglio 2009 Roma, Italia  |
| Record olimpico | 47"05 | Eamon Sullivan Australia  | 13 agosto 2008 Pechino, Cina |

Durante la competizione è stato stabilito il seguente record:
| Data      | Evento | Atleta         | Nazione     | Tempo | Record          |
| --------- | ------ | -------------- | ----------- | ----- | --------------- |
| 29 luglio | Finale | Caeleb Dressel | Stati Uniti | 47"02 | Record olimpico |

## Programma
| Data           | Ora (UTC+9) | Turno      |
| -------------- | ----------- | ---------- |
| 27 luglio 2021 | 19:00       | Batterie   |
| 28 luglio 2021 | 10:30       | Semifinali |
| 29 luglio 2021 | 11:37       | Finale     |

## Risultati

### Batterie
I primi 16 si qualificano alle semifinali.
| Pos. | Batteria | Corsia | Atleta               | Nazionalità          | Tempo   | Note |
| ---- | -------- | ------ | -------------------- | -------------------- | ------- | ---- |
| 1    | 9        | 2      | Thomas Ceccon        | Italia               | 47"71   | Q    |
| 2    | 9        | 4      | Caeleb Dressel       | Stati Uniti          | 47"73   | Q    |
| 3    | 8        | 4      | Kyle Chalmers        | Australia            | 47"77   | Q    |
| 4    | 9        | 5      | Alessandro Miressi   | Italia               | 47"83   | Q    |
| 5    | 7        | 4      | Kliment Kolesnikov   | ROC                  | 47"89   | Q    |
| 6    | 7        | 3      | Hwang Sun-woo        | Corea del Sud        | 47"97   | Q    |
| 7    | 8        | 5      | Andrej Minakov       | ROC                  | 48"00   | Q    |
| 8    | 9        | 6      | David Popovici       | Romania              | 48"03   | Q    |
| 9    | 9        | 3      | Nándor Németh        | Ungheria             | 48"11   | Q    |
| 10   | 8        | 8      | Yuri Kisil           | Canada               | 48"15   | Q    |
| 11   | 7        | 5      | Zachary Apple        | Stati Uniti          | 48"16   | Q    |
| 12   | 8        | 3      | Maxime Grousset      | Francia              | 48"25   | Q    |
| 13   | 8        | 2      | Andrej Barna         | Serbia               | 48"30   | Q    |
| 14   | 7        | 6      | Joshua Liendo        | Canada               | 48"34   | Q    |
| 15   | 7        | 2      | Roman Mityukov       | Svizzera             | 48"43   | Q    |
| 16   | 6        | 2      | Jacob Whittle        | Gran Bretagna        | 48"44   | Q    |
| 17   | 9        | 7      | Katsumi Nakamura     | Giappone             | 48"48   |      |
| 18   | 7        | 1      | Apostolos Christou   | Grecia               | 48"50   |      |
| 18   | 8        | 6      | He Junyi             | Cina                 | 48"50   |      |
| 20   | 7        | 8      | Szebasztián Szabó    | Ungheria             | 48"51   |      |
| 21   | 6        | 2      | Stan Pijnenburg      | Paesi Bassi          | 48"53   |      |
| 22   | 6        | 6      | Dylan Carter         | Trinidad e Tobago    | 48"66   |      |
| 23   | 7        | 7      | Mehdy Metella        | Francia              | 48"68   |      |
| 24   | 9        | 1      | Cameron McEvoy       | Australia            | 48"72   |      |
| 25   | 8        | 1      | Pedro Spajari        | Brasile              | 48"74   |      |
| 26   | 6        | 4      | Damian Wierling      | Germania             | 48"83   |      |
| 27   | 6        | 7      | Robin Hanson         | Svezia               | 49"07   |      |
| 28   | 5        | 2      | Nikola Miljenić      | Croazia              | 49"25   |      |
| 29   | 6        | 1      | Meiron Cheruti       | Israele              | 49"26   |      |
| 30   | 5        | 5      | Ali Khalafalla       | Egitto               | 49"31   |      |
| 30   | 6        | 8      | Mikel Schreuders     | Aruba                | 49"31   |      |
| 32   | 6        | 5      | Gabriel Santos       | Brasile              | 49"33   |      |
| 33   | 5        | 3      | Alberto Mestre       | Venezuela            | 49"44   |      |
| 34   | 4        | 4      | Ian Ho               | Hong Kong            | 49"49   |      |
| 35   | 9        | 8      | Serhiy Shevtsov      | Ucraina              | 49"55   |      |
| 36   | 5        | 1      | Luke Gebbie          | Filippine            | 49"64   |      |
| 37   | 6        | 3      | Oussama Sahnoune     | Algeria              | 49"65   |      |
| 38   | 5        | 8      | Artur Barseghyan     | Armenia              | 49"78   |      |
| 39   | 5        | 4      | Joseph Schooling     | Singapore            | 49"84   |      |
| 40   | 4        | 3      | Nikolas Antoniou     | Cipro                | 50"00   |      |
| 41   | 4        | 2      | Khurshidjon Tursunov | Uzbekistan           | 50"14   |      |
| 42   | 4        | 1      | Peter Wetzlar        | Zimbabwe             | 50"31   |      |
| 43   | 4        | 6      | Samy Boutouil        | Marocco              | 50"37   |      |
| 44   | 5        | 7      | Ben Hockin           | Paraguay             | 50"41   |      |
| 45   | 5        | 6      | Emir Muratović       | Bosnia ed Erzegovina | 50"43   |      |
| 46   | 4        | 5      | Ari-Pekka Liukkonen  | Finlandia            | 50"48   |      |
| 47   | 4        | 8      | Mokhtar Al-Yamani    | Yemen                | 50"52   |      |
| 48   | 4        | 7      | Matthew Abeysinghe   | Sri Lanka            | 50"62   |      |
| 49   | 3        | 5      | Andrew Chetcuti      | Malta                | 51"47   |      |
| 50   | 3        | 3      | Yousuf Al-Matrooshi  | Emirati Arabi Uniti  | 51"50   |      |
| 51   | 3        | 4      | Stefano Mitchell     | Antigua e Barbuda    | 51"64   |      |
| 52   | 3        | 6      | Kledi Kadiu          | Albania              | 51"65   |      |
| 53   | 3        | 7      | Issa Al-Adawi        | Oman                 | 51"81   |      |
| 54   | 3        | 2      | Jean-Luc Zephir      | Saint Lucia          | 51"94   |      |
| 55   | 3        | 1      | Miguel Mena          | Nicaragua            | 51"99   |      |
| 56   | 3        | 8      | Danilo Rosafio       | Kenya                | 52"54   |      |
| 57   | 2        | 4      | Jagger Stephens      | Guam                 | 52"72   |      |
| 58   | 2        | 3      | Delron Felix         | Grenada              | 52"99   |      |
| 59   | 1        | 3      | Alexander Shah       | Nepal                | 53"41   |      |
| 60   | 2        | 5      | Mathieu Marquet      | Mauritius            | 53"56   |      |
| 61   | 2        | 6      | Boško Radulović      | Montenegro           | 53"60   |      |
| 62   | 2        | 2      | Syed Tariq           | Pakistan             | 53"81   |      |
| 63   | 2        | 7      | Atuhaire Ambala      | Uganda               | 54"23   |      |
| 64   | 1        | 5      | Olt Kondirolli       | Kosovo               | 54"33   |      |
| 64   | 2        | 1      | Belly-Cresus Ganira  | Burundi              | 54"33   |      |
| 66   | 1        | 4      | Yazan Al-Bawwab      | Palestina            | 54"51   |      |
| 67   | 2        | 8      | Andrew Fowler        | Guyana               | 55"23   |      |
| 68   | 1        | 7      | Sangay Tenzin        | Bhutan               | 57"57   |      |
| 69   | 1        | 6      | Mubal Ibrahimk       | Maldive              | 58"37   |      |
| 70   | 1        | 2      | Edgar Iro            | Isole Salomone       | 1'00"13 |      |
| -    | 8        | 7      | Matthew Richards     | Gran Bretagna        | -       | DNS  |

### Semifinali
I primi 8 si qualificano per la finale.
| Pos. | Semifinale | Corsia | Atleta             | Nazionalità   | Tempo | Note |
| ---- | ---------- | ------ | ------------------ | ------------- | ----- | ---- |
| 1    | 2          | 3      | Kliment Kolesnikov | ROC           | 47"11 | Q    |
| 2    | 1          | 4      | Caeleb Dressel     | Stati Uniti   | 47"23 | Q    |
| 3    | 1          | 5      | Alessandro Miressi | Italia        | 47"52 | Q    |
| 4    | 1          | 3      | Hwang Sun-woo      | Corea del Sud | 47"56 | Q    |
| 5    | 1          | 6      | David Popovici     | Romania       | 47"72 | Q    |
| 6    | 2          | 5      | Kyle Chalmers      | Australia     | 47"80 | Q    |
| 7    | 2          | 2      | Nándor Németh      | Ungheria      | 47"81 | Q    |
| 8    | 1          | 7      | Maxime Grousset    | Francia       | 47"82 | Q    |
| 9    | 2          | 1      | Andrej Barna       | Serbia        | 47"94 |      |
| 10   | 2          | 6      | Andrej Minakov     | ROC           | 48"03 |      |
| 11   | 2          | 7      | Zachary Apple      | Stati Uniti   | 48"04 |      |
| 12   | 2          | 4      | Thomas Ceccon      | Italia        | 48"05 |      |
| 13   | 1          | 8      | Jacob Whittle      | Gran Bretagna | 48"11 |      |
| 14   | 1          | 1      | Joshua Liendo      | Canada        | 48"19 |      |
| 15   | 1          | 2      | Yuri Kisil         | Canada        | 48"31 |      |
| 16   | 2          | 8      | Roman Mityukov     | Svizzera      | 48"53 |      |

### Finale
| Pos.    | Corsia | Atleta             | Nazionalità   | Tempo | Note            |
| ------- | ------ | ------------------ | ------------- | ----- | --------------- |
| Oro     | 5      | Caeleb Dressel     | Stati Uniti   | 47"02 | Record olimpico |
| Argento | 7      | Kyle Chalmers      | Australia     | 47"08 |                 |
| Bronzo  | 4      | Kliment Kolesnikov | ROC           | 47"44 |                 |
| 4       | 8      | Maxime Grousset    | Francia       | 47"72 |                 |
| 5       | 6      | Hwang Sun-woo      | Corea del Sud | 47"82 |                 |
| 6       | 3      | Alessandro Miressi | Italia        | 47"86 |                 |
| 7       | 2      | David Popovici     | Romania       | 48"04 |                 |
| 8       | 1      | Nándor Németh      | Ungheria      | 48"10 |                 |